# Giuseppe Olmo
Giuseppe Olmo (22 de novembro de 1911 — 5 de março de 1992) foi um ciclista de estrada italiano.
Olmo foi o vencedor e recebeu a medalha de ouro na prova de estrada por equipes nos Jogos Olímpicos de 1932 em Los Angeles, competindo pela Itália. Já na estrada individual, ele foi o quarto colocado.